# 同友アニメーション
同友A&E株式会社（ドンウーエーアンドイー、英: Dongwoo A & E. Co., Ltd）は、大韓民国のアニメ制作会社。社団法人韓国アニメーション制作者協会会員。「同友アニメーション」、「同友動画」、「DONGWOO ANIMATION」、「DONGWOO A&E」などとクレジットされる。

## 概要
1991年3月、写実的な作画専門のアニメーション製作会社「同友動画」として出発し、アメリカと日本の下請け作業をこなしながら着実に技術力を養っていた。1994年頃には日本の制作会社であるぎゃろっぷと提携し、同社制作のアニメのグロス請けや実制作にあたっていた。2005年には『アニマル横町』では共同でアニメーション制作を行っている。
1999年、「同友アニメーション株式会社」へと法人転換し、2001年からはついに念願の自社元請製作に踏み切り、以後は自社オリジナル作品も多数発表する。
2002年になるとアメリカの「Animation Magazine」から世界10大アニメーション製作会社に選定され、他にも東京国際アニメフェア2004・東京アニメアワードで自社が制作した『Africa a.F.r.I.c.A』がグランプリを受賞するなど、韓国のアニメーション業界をリードする存在となった。
2012年4月には、「同友アニメーション」から「同友A&E」（DONGWOO Animation & Entertainment）に社名変更。
社員数はフリーランスも合わせると約1000名で、自社で10作品の制作を同時進行で行える制作能力を持つ。年間売り上げは200億ウォン（約20億円）を記録している。
アニメーションだけでなく、マーチャンダイジング事業として自社作品などの一般玩具・縫製玩具・トレーディングカードゲームの開発を自ら行っている。

## 作品履歴

### 元請制作
| 年     | タイトル                                           | 名義                                 | 備考                                                                          |
| ------ | -------------------------------------------------- | ------------------------------------ | ----------------------------------------------------------------------------- |
| 2001年 | 幻影闘士バストフレモン                             | DONGWOO ANIMATION 同友アニメーション |                                                                               |
| 2001年 | 電動作戦ガッタイオー                               | DONGWOO ANIMATION 同友アニメーション | -2002年、製作:タカラ、ソノコン、共同制作:SCM                                  |
| 2001年 | ユニミニペット                                     | DONGWOO ANIMATION 同友アニメーション |                                                                               |
| 2002年 | チェチェポン キムチポン                            | DONGWOO ANIMATION 同友アニメーション | 共同制作:ソウルムービー                                                       |
| 2002年 | アチャンジュリ                                     | DONGWOO ANIMATION 同友アニメーション | 共同制作:Studio B                                                             |
| 2002年 | イハン                                             | DONGWOO ANIMATION 同友アニメーション | 共同制作:Studio B                                                             |
| 2002年 | オリンポスガーディアン                             | DONGWOO ANIMATION 同友アニメーション | -2003年                                                                       |
| 2003年 | 世界名作童話                                       | DONGWOO ANIMATION 同友アニメーション |                                                                               |
| 2003年 | ティーンエイジ・ミュータント・ニンジャ・タートルズ | DONGWOO ANIMATION 同友アニメーション | 共同制作:4キッズエンタテインメント                                            |
| 2003年 | 無限戦記ポトリス                                   | DONGWOO ANIMATION 同友アニメーション | -2004年、共同制作:サンライズ                                                  |
| 2005年 | アニマル横町                                       | DONGWOO ANIMATION 同友アニメーション | -2006年、共同制作:ぎゃろっぷ                                                  |
| 2006年 | 聖天折紙戦士ドラファラード                         | DONGWOO ANIMATION 同友アニメーション | -2007年                                                                       |
| 2006年 | タマ&フレンズ 探せ!魔法のプニプニストーン          | DONGWOO ANIMATION 同友アニメーション |                                                                               |
| 2007年 | ダオベジ ブムヒル大騒動                            | DONGWOO ANIMATION 同友アニメーション | -2008年                                                                       |
| 2008年 | ブリストル探検隊                                   | DONGWOO ANIMATION 同友アニメーション |                                                                               |
| 2008年 | マジャイネーション                                 | DONGWOO ANIMATION 同友アニメーション | 共同制作:Cookie Jar Entertainment                                             |
| 2009年 | 赤ちゃん恐竜 ドゥーリー                            | DONGWOO ANIMATION 同友アニメーション | 共同制作:SFスタジオ                                                           |
| 2009年 | 毎日かあさん                                       | DONGWOO ANIMATION 同友アニメーション | -2012年、制作元請:ぎゃろっぷ→共同制作:ぎゃろっぷ→共同制作:TYOアニメーションズ |
| 2010年 | 我が友ハチ                                         | DONGWOO ANIMATION 同友アニメーション |                                                                               |
| 2011年 | ズーブルズ!                                        | DONGWOO ANIMATION 同友アニメーション | -2012年                                                                       |
| 2012年 | パブー&モジーズ                                    | DONGWOO ANIMATION 同友アニメーション | -2013年、共同制作:ウィーヴ                                                    |
| 2012年 | プリティーリズム・ディアマイフューチャー           | DONGWOO ANIMATION 同友アニメーション | -2013年、共同制作:タツノコプロ                                                |
| 2013年 | プリティーリズム・レインボーライブ                 | DONGWOO ANIMATION 同友アニメーション | -2014年、共同制作:タツノコプロ                                                |
| 2014年 | プリパラ                                           | DONGWOO A&E                          | -2017年、共同制作:タツノコプロ                                                |
| 2017年 | アイドルタイムプリパラ                             | DONGWOO A&E                          | -2018年、共同制作:タツノコプロ                                                |
| 2018年 | キラッとプリ☆チャン                                | DONGWOO A&E                          | -2021年、共同制作:タツノコプロ                                                |
| 2021年 | プリティーオールフレンズセレクション               | DONGWOO A&E                          | 共同制作:タツノコプロ                                                         |
| 2021年 | ワッチャプリマジ!                                  | DONGWOO A&E                          | -2022年、共同制作:タツノコプロ                                                |
| 2024年 | ひみつのアイプリ                                   | DONGWOO A&E                          | 共同制作:OLM                                                                  |

### 制作協力
- 姫ちゃんのリボン（制作元請：スタジオぎゃろっぷ、各話制作協力、1992年 - 1993年）
- 赤ずきんチャチャ（制作元請：スタジオぎゃろっぷ、各話制作協力、1994年 - 1995年）
- ナースエンジェルりりかSOS（制作元請：スタジオぎゃろっぷ、各話制作協力、1995年 - 1996年）
- こどものおもちゃ（制作元請：スタジオぎゃろっぷ、各話制作協力、1996年 - 1998年）
- トランスフォーマー カーロボット（制作元請：スタジオぎゃろっぷ、制作協力、2000年）
- 遊☆戯☆王デュエルモンスターズ（制作元請：スタジオぎゃろっぷ、各話制作協力、2000年 - 2004年）
- フォルツァ!ひでまる（制作元請：ぎゃろっぷ、制作協力、2002年）
- ティーン・タイタンズ （制作元請：ワーナー・ブラザース・アニメーション、制作協力、2003年 - 2006年）
- レジェンズ 甦る竜王伝説（制作元請：ぎゃろっぷ、制作協力、2004年 - 2005年）
- 遊☆戯☆王デュエルモンスターズ 光のピラミッド（制作元請：ぎゃろっぷ、制作協力、2004年）
- 遊☆戯☆王デュエルモンスターズGX（制作元請：ぎゃろっぷ、制作協力、2004年 - 2008年）
- アイシールド21（制作元請：ぎゃろっぷ、各話制作協力、2005年 - 2008年）
- 遊戯王ALEX（制作元請：ぎゃろっぷ、制作協力、2006年）
- 金色のコルダ〜primo passo〜（制作元請：ゆめ太カンパニー、各話制作協力、2006年 - 2007年）
- バットマン ゴッサムナイト「デッドショット」（制作元請：マッドハウス、制作協力、2008年）
- 遊☆戯☆王5D's（制作元請：ぎゃろっぷ、各話制作協力、2008年 - 2011年）
- アドベンチャー・タイム（制作元請：フレドレター・スタジオ、カートゥーン ネットワーク・スタジオ、各話制作協力、2010年 - 2018年）
- ギャラクシーレーサー スキャン2ゴー（制作元請：SynergySP、制作協力、2010年 - 2011年）
- プリティーリズム・オーロラドリーム（制作元請：タツノコプロ、各話制作協力、2012年）

## 関連人物
- 李敬秀（Lee Kyoung-Soo）
- 印泰善（In Tea-Sun）
- 朴致萬（Park Chi-Man）
- 南鐘植（Nam Jong-Sik）

- Park Chan-Young
- Lee Ok-Mi
- Noh Gil-Bo（No Gill-Bo）
- Ahn Jai-Ho（An Jai-Ho）